# Фонтаны мраморных скамей

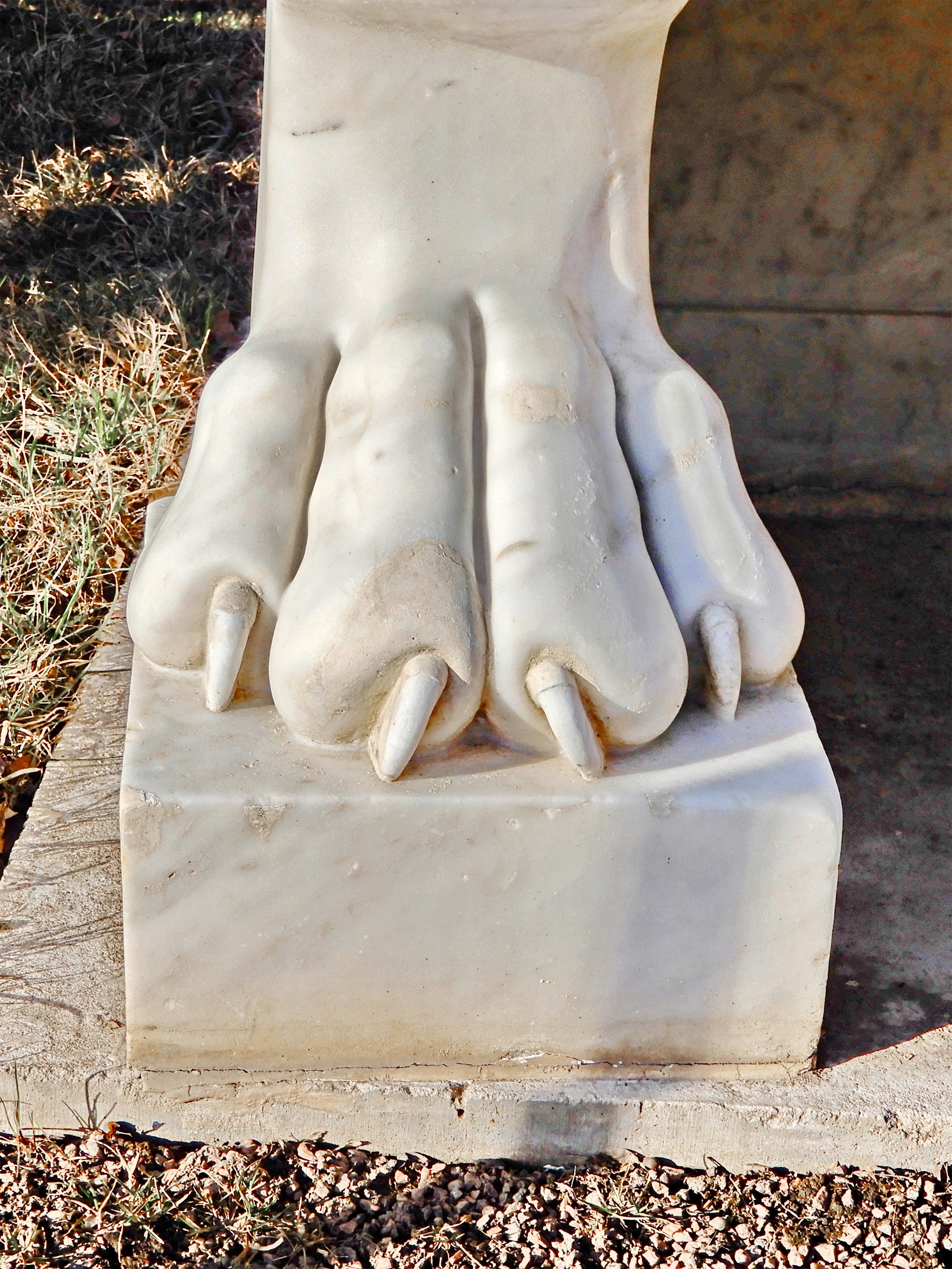
Ножка скамьи в виде львиной лапы

Фонтаны мраморных скамей — два памятника архитектуры в центральной части Нижнего парка Петергофа, парные фонтаны.
Были установлены в 1853—1854 годах по проекту А. И. Штакеншнейдера. Стоят в углах аллей, обрамляющих Большие цветники, на одной линии с Воронихинскими колоннадами. Есть также сведения, что скамьи установлены одновременно с колоннадами и сделаны по чертежам А. Н. Воронихина.
У каждой из полукруглых скамей подлокотники сделаны в виде волют-львиных лап, спинки скамей гладкие, но с орнаментальным поясом, за ними находятся цилиндрические постаменты со статуями. У западной скамьи стоит статуя нимфы, у восточной — статуя Данаиды. Обе статуи позолочены.
Скамьи, чаши и пьедесталы были изготовлены на Петергофской гранильной фабрике из белоснежного каррарского мрамора. Бронзовая статуя Данаиды выполнена в 1853 году в гальванопластической мастерской И. Гамбургера по модели И. Витали с оригинала Кристиана Рауха, медную нимфу сделали там же в 1856 году как копию со статуи III века до нашей эры.
Во время войны статуи хранились в укрытии, были установлены вновь на свои места в 1946 году. Мраморная часть фонтанов была повреждена, реставрация прошла в том же 1946 году.